# Лионел Зума
Лионел Зума (фр. Lionel Zouma; Лион, 10. септембар 1993) је француски фудбалер који тренутно игра за Астерас Триполи и Француску У-19 репрезентацију. Има млађег брата Курта, који је такође професионални фудбалер који наступа за Челси.

## Клупска каријера

### Сошо
Пре доласка у ФК Сошо, Зума је играо у мањем клубу из родног града, Ваулк-ен-Велину као и његов брат. Пре почетка сезоне 2011/12. потписао је свој први професионални уговор па је премештен у прву екипу, а дебитовао је у Француској првој лиги 16. октобра 2011. против Валенсијенса. У својој првој професионалној сезони забележио је 4 наступа у Француској првој лиги и још 1 у француском купу.